# استان لوس آندس (شیلی)
استان لوس آندس (به اسپانیایی: Provincia de Los Andes) یک استان در شیلی است که در منطقه والپارایزو واقع شده‌است. استان لوس آندس ۳٬۰۵۴٫۱ کیلومتر مربع مساحت و ۱۰۲٬۸۱۹ نفر جمعیت دارد.